# Armata Verde
Armata Verde, care a funcționat pe durata războiului civil rus, își avea originile în mișcările apolitice anarhiste sau naționaliste, și au format "a treia forță" în conflict atât cu Roșii cât și cu Albii Uneori puteau fi numiți și Armata Neagră. 
Războiul a luat în mod special o turnură brutală în sudul Rusiei și în Ucraina, linia frontului fiind tot timpul în mișcare, perturbând profund viața civililor. Toate grupurile angajate în conflict s-au implicat în atrocități și pogromuri. Numărul aproximativ de victime provocat în această parte a fostului imperiu este apreciat la 7 milioane. 
Cel mai mare contigente „verde”, Armata (pro-comunistă) Kuban-Marea Neagră , (uneori numită și Armata Roșie-Verde), avea un efectiv de aproximativ 15.000 de soldați și a luptat împotriva Generalului Denikin și a Armatei Voluntare Ruse din subordinea sa, în 1919. Bandele paramilitare din Crimeea s-au unit prin 1920 în așa numita Armata Rebelă din Crimeea, luptând alături de Armata Roșie împotriva Baronului Wrangel. 
Până la sfârșitul anului 1920, Verzii s-au autodizolvat: unii dintre ei au devenit parte a Armatei Roșii (Roșii-Verzi), alții au intrat în rândurile Armatei Albe (Albii-Verzi). 